# Kiss & Tell
Kiss & Tell ist das erste Studioalbum der US-amerikanischen Pop-Band Selena Gomez & the Scene. Das Album erschien am 29. September 2009 unter dem Label Hollywood Records und erreichte Platin-Status in den Vereinigten Staaten. Als Singles wurden die Lieder Falling Down und Naturally veröffentlicht.

## Hintergrund
Nachdem Gomez seit 2007 als Schauspielerin und Sängerin beim Disney Channel wirkte, verkündete sie im Juli 2008, dass sie einen Plattenvertrag mit Hollywood Records abgeschlossen hat. Anschließend daran ließ Gomez Musiker casten, um Mitglieder für eine Band zu finden, da sie zunächst nicht als Solokünstlerin arbeiten wollte. Im August 2009 kündigte Gomez den Namen der Band, Selena Gomez & the Scene, an. Bereits einen Monat später erschien Kiss & Tell als Debütalbum der Band. Gomez sagte außerdem, dass sie über hundert Lieder für das Album aufgenommen habe und ihr die Entscheidung, welche Lieder letztendlich auf dem Album zu hören sein sollten, schwer fiel.

## Veröffentlichte Singles

### Falling Down
Die erste Single des Albums, Falling Down, erschien am 25. August 2009. Das Musikvideo zur Single wurde erstmals am 28. August 2009 im Disney Channel gezeigt und war ab dem darauffolgenden Tag auf iTunes und Vevo verfügbar. Regie führte Chris Dooley.

### Naturally
Am 1. Februar 2010 erschien Naturally als zweite Single des Albums. Sie erreichte in den Vereinigten Staaten Platz 29 und in Deutschland Platz 14 in den Charts. Das Musikvideo zu Naturally wurde am 14. November 2009 gedreht und am 11. Dezember 2009 veröffentlicht.

## Titelliste
| #   | Titel                          | Songwriting                                        | Länge |
| --- | ------------------------------ | -------------------------------------------------- | ----- |
| 1.  | Kiss & Tell                    | Ted Bruner, Trey Vittetoe, Gina Schock             | 3:17  |
| 2.  | I Won’t Apologize              | Selena Gomez, John Fields, William McAuley         | 3:06  |
| 3.  | Falling Down                   | Ted Bruner, Trey Vittetoe, Gina Schock             | 3:05  |
| 4.  | I Promise You                  | Isaac Hasson, Lindy Robbins, Mher Filian           | 3:20  |
| 5.  | Crush                          | Ted Bruner, Trey Vittetoe, Gina Schock             | 3:19  |
| 6.  | Naturally                      | Antonina Armato, Tim James, Devrím Karaoglu        | 3:22  |
| 7.  | The Way I Loved You            | Shelly Peiken, Rob Wells                           | 3:33  |
| 8.  | More                           | Isaac Hasson, Lindy Robbins, Mher Filian           | 3:30  |
| 9.  | As a Blonde                    | Fefe Dobson, Greg Wells, Shelly Peiken             | 2:47  |
| 10. | I Don’t Miss You At All        | Lindy Robbins, Toby Gad                            | 3:40  |
| 11. | Stop & Erase                   | Ted Bruner, Trey Vittetoe, Gina Schock             | 2:52  |
| 12. | I Got U                        | Matthew Wilder, Tamara Dunn                        | 3:34  |
| 13. | Tell Me Something I Don’t Know | Antonina Armato, Ralph Churchwell, Michael Nielsen | 2:55  |

## Kommerzieller Erfolg

### Chartplatzierungen
| ChartsChartplatzierungen       | Höchstplatzierung | Wochen |
| ------------------------------ | ----------------- | ------ |
| Deutschland (GfK)              | 19 (14 Wo.)       | 14     |
| Österreich (Ö3)                | 4 (18 Wo.)        | 18     |
| Schweiz (IFPI)                 | 36 (13 Wo.)       | 13     |
| Vereinigte Staaten (Billboard) | 9 (59 Wo.)        | 59     |
| Vereinigtes Königreich (OCC)   | 12 (7 Wo.)        | 7      |

| ChartsJahrescharts (2009)      | Platzierung |
| ------------------------------ | ----------- |
| Vereinigte Staaten (Billboard) | 187         |

| ChartsJahrescharts (2010)      | Platzierung |
| ------------------------------ | ----------- |
| Vereinigte Staaten (Billboard) | 47          |

### Auszeichnungen für Musikverkäufe
| Land/Region                  | Auszeichnungen für Musikverkäufe (Land/Region, Auszeichnung, Verkäufe) | Verkäufe  |
| ---------------------------- | ---------------------------------------------------------------------- | --------- |
| Argentinien (CAPIF)          | Gold                                                                   | 20.000    |
| Kanada (MC)                  | Gold                                                                   | 40.000    |
| Österreich (IFPI)            | Gold                                                                   | 10.000    |
| Spanien (Promusicae)         | Gold                                                                   | 30.000    |
| Vereinigte Staaten (RIAA)    | Platin                                                                 | 1.000.000 |
| Vereinigtes Königreich (BPI) | Silber                                                                 | 60.000    |
| Insgesamt                    | 1× Silber · 4× Gold · 1× Platin ·                                      | 1.130.000 |

Hauptartikel: Selena Gomez/Auszeichnungen für Musikverkäufe